# Estación Toledo (Chile)
Toledo fue una estación de ferrocarril que se hallaba dentro de la comuna de Copiapó, en la Región de Atacama de Chile. Fue parte del Ferrocarril de Copiapó y del Longitudinal Norte y actualmente se encuentra inactiva.

## Historia
Si bien la vía donde se ubica la estación formaba parte del ferrocarril que unía Caldera con Copiapó que fue inaugurada en 1851, no existen registros de ella hasta 1894, fecha en que comienza a aparecer en los reportes oficiales de la empresa que operaba el ferrocarril. Cuando fue inaugurado el tramo del ferrocarril Longitudinal Norte entre La Serena y Toledo en 1914, esta estación se convirtió en la zona de cruce de ambas vías.
De acuerdo a Santiago Marín Vicuña en 1916, la estación se encuentra a una altitud de 305 m s. n. m. Hacia 1963 la estación continuaba prestando servicios y seguía apareciendo en mapas oficiales.
En mapas de 1945 y 1954 la estación aparece mencionada como «Carpa N° 4» debido a que Toledo era el nombre de la estación existente al oeste, en la vía que se dirigía hacia Caldera. Posteriormente dicha estación sería renombrada como «Hacienda Toledo» para diferenciarla de la estación Toledo que conectaba con el Longitudinal Norte.
Con el cierre de todos los servicios de la Red Norte de la Empresa de los Ferrocarriles del Estado en junio de 1975, la estación Toledo fue suprimida mediante decreto del 28 de julio de 1978. Actualmente el edificio de la estación se mantiene en pie junto con algunas señales ubicadas a un costado de las vías.